# 後漢書

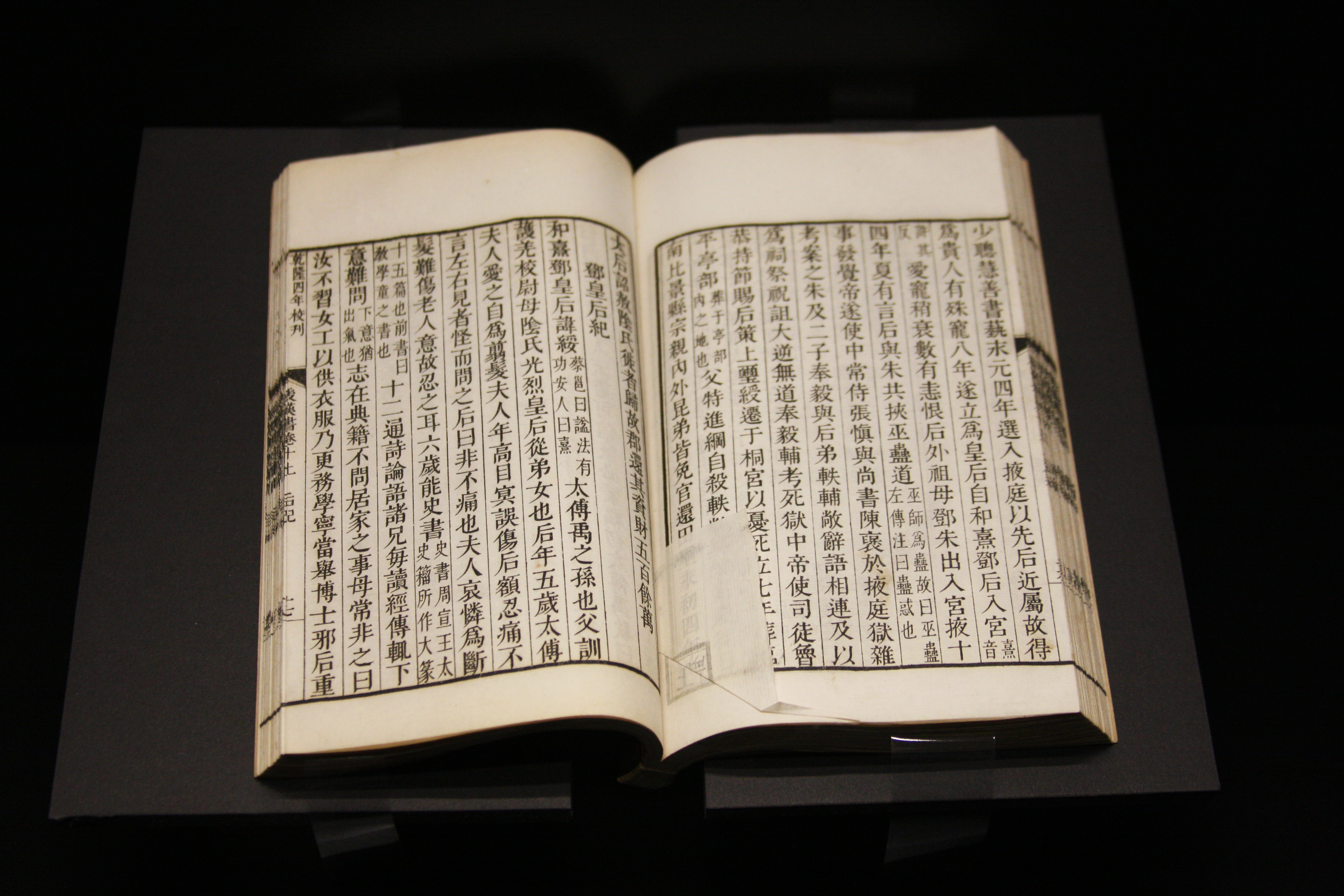
『後漢書』

『後漢書』（ごかんじょ）は、古代中国後漢朝について書かれた歴史書で、二十四史の一つ。紀伝体の体裁を取り、本紀10巻・列伝80巻・志30巻の全120巻からなる。「本紀」「列伝」の編纂者は南朝宋の范曄で、「志」の編纂者は西晋の司馬彪。

## 成立までの経緯
『後漢書』は、范曄が、先行史書を題材として編纂したものである。後漢の歴史を叙述しようという試みは、後漢王朝在世中から行われていた。まず、明帝のときに班固が蘭台令史となり、陳宗・尹敏らとともに世祖（光武帝）本紀や列伝・載記20篇を作った。その後、史書撰述の場は蘭台から東観へと移り、安帝の頃に劉珍・李尤らが、桓帝の頃に伏無忌・黄景・朱穆らが、霊帝・献帝の頃に蔡邕・盧植・楊彪らが執筆に当たった。ここで編纂された後漢の歴史書は『東観漢記』と呼ばれる。
『東観漢記』は『史記』『漢書』とともに「三史」と呼ばれて世に広まったが、同時代の編纂であるため記述に制約がある点、後漢歴代の多数の官吏が編纂にあたったため、一貫性に欠ける点に問題を抱えていた。そこで、徐々に民間で単独の史家の手になる『後漢書』の執筆が試みられるようになった。以下が代表例である。
- 『後漢書』（呉の謝承）
- 『後漢記』（呉の薛瑩）
- 『続漢書』（西晋の司馬彪）
- 『後漢書』（西晋の華嶠、『漢後書』とも）
- 『後漢書』（東晋の謝沈）
- 『後漢南記』（晋の張瑩、『漢南紀』とも）
- 『後漢書』（東晋の袁山松）

以上はいずれも紀伝体であり、編年体を取るものとしては、東晋の張璠の『後漢紀』、袁宏の『後漢紀』があり、特に後者は古くから范曄『後漢書』と並び称され、完全な形で現存する。
范曄は、学問に秀でた范氏一族の伝統を受け継ぎ、幼い頃から学問に長じ、経書・史書に通じ、文章・音楽が得意であった。432年（元嘉9年）に左遷されて宣城郡の太守になった際、『後漢書』の執筆を思い立った。范曄は、『東観漢記』と『後漢紀』を始めとする以上の先行資料を利用しつつ、完備した後漢の歴史書を執筆しようと試みた。先行資料の取捨選択と、范曄の文章である序・論・賛の部分に范曄『後漢書』の特色が現れている。
范曄が編纂したのは本紀と列伝であり、志を編纂する意思はあったが、皇帝への反逆に連座して処刑されたため、著作物として完成できなかった。後に、南朝梁の劉昭は、范曄の『後漢書』に、西晋の司馬彪が著した『続漢書』の志の部分を併合し、全体に注釈を付けた。ここで、現在の范曄の本紀・列伝と司馬彪の志からなる『後漢書』が成立した。
なお、後漢末期の事績についての記述は『三国志』と重複する部分も多いが、成立年代は陳寿『三国志』が、一世紀半先行する。

## 構成と本文の概要
『後漢書』は後漢王朝の栄光と衰退を綴ったものであり、文章は名文として名高い。構成についても先行する史書と比べても著しい特色があるとされる。以下、内容を簡単に説明しながら後漢書の構成について記す。
後漢書は時系列に沿って書かれているので、初期・中期・末期に分けて本紀・列伝のそれぞれの巻の概要を説明し、「列女伝」のように後漢王朝一代の女性を網羅したものは末尾にまとめた。

### 後漢初期（光武帝・明帝・章帝）の時代
まず後漢書の冒頭を飾るのは「光武皇帝紀第一」、すなわち光武帝劉秀の活躍である。十八史略にも採られた昆陽の戦い
の描写は精彩を放っている。范曄は光武帝とそれを支えた雲台二十八将及び馬援について列伝の前半でその素晴らしさを綴っている。文選に名文として採用された「光武紀賛」「二十八将伝論」は光武帝と雲台二十八将を称える文章である。
この後漢初期は三代に続いて名君が続き、平和な時代であった。この部分は後漢書の中でも特に有名で、現代日本でも読売新聞の連載小説だった宮城谷昌光の『草原の風』になっていたり、ライトノベル化もされている。朱熹は『東漢総論』において「但だ党錮の諸賢が死に趨りても避けざるは、光武・明・章の烈が為なるを知る」と論じ、後漢中期に衰えゆく王朝を支えた士大夫は後漢初期の名君たちの時代の遺産であると論じている。

### 後漢中期（外戚・宦官と名士の争い）の時代
しかし、後漢王朝は中頃から貴族政治の弊害が出て、後世の史家・司馬光から「孝和（和帝）以降に及びて貴戚（外戚）・権を擅（ほしいまま）にし、嬖倖（宦官）事を用（おこな）い、賞罰章（あきらか）なる無く、賄賂公行し、賢愚渾殽し、是非顛倒す。乱れたりと謂うべし。」（『資治通鑑』）と評される暗黒時代が訪れる。司馬光がいうように宦官・外戚が政治を牛耳って賄賂や私利私欲の追求に明け暮れた悪政の時代であった。本紀では巻4の「孝和孝殤帝紀」から巻6の「孝順孝沖孝質帝紀」がこの部分に当たり、列伝では巻45「袁安伝」以降がここに当たる。

范曄はこの時代の記述では外戚の暴政に抵抗した袁安、宦官政治を弾劾して疎んぜられた楊震ら貴族（名士）の正義漢を多く取り上げている。范曄はこの部分では後漢名士を褒め称え、名士の儒教に基づく激しい政治批判や反政府運動（党錮の禁への命がけの反対運動）を著しく重視した記載をしている。後漢書の全訳を行った吉川忠夫も「仁義を重んじ、守節をよしとする直線的な行為、烈しい行為への傾倒」への激しい称賛が見られるとしている。また、党錮の禁に抵触した人物を「党錮伝」でまとめている。名士の政治批判は理想論に過ぎないことも多く、実効性を欠くものも多かった。例えば名士の一人宋梟は涼州の民衆反乱の平定を命じられた時に「民衆反乱が起こるのは道徳の乱れからだ。国民全員に『孝経』を読ませて親孝行を奨励すべき」と述べたほどであった。これは後世の人からも「なまぬるすぎる」「迂遠ではないか」と批判された部分だが、范曄はそのまま掲載している。
歴代諸家の評では、この部分は全く評価しない人と絶賛する人に分かれる。例えば江戸時代の儒学者・中井履軒は著書『後漢書雕題』において「後漢には本当の儒者はいなかった。政治に寄与することもなく、文章をもてあそんだだけだ。少しは役に立つこともしたかもしれないが、大したことはできなかった。」と酷評している。一方、同じ江戸時代の儒学者でも吉田松陰は感激して彼らに詩を捧げており、現代中国の毛沢東は「まあ良く書けており、読む価値がある」と評して特に黄瓊伝・李固伝を褒めている。

### 後漢末期の混乱の時代
後漢中期の外戚・宦官の弊害は是正されないまま後漢はいよいよ末期症状を呈するに至る。
本紀では巻7「孝桓帝紀」から巻9「孝献帝紀」、列伝では巻68「郭符許列伝」以降が末期の人物を描く部分である。いわゆる「東夷伝」の「桓霊の間」と言われる乱世である。倭にも「倭国大乱」と言われる混乱が起きていたが、この頃は中国本土でも黄巾の乱のような民衆反乱が頻発している。後に蜀の劉備と諸葛亮がこの時代を回想すると、嘆息し痛惜しないことはなかったという時代であった。（出師表による）三国志演義は陳寿『三国志』の他、范曄『後漢書』の該当部分が元にされているとされる。

范曄『後漢書』は民衆反乱により後漢王朝が衰退し、董卓や呂布のような群雄が争った後、献帝を奉じた上で、帝位簒奪を図る曹操が献帝を迫害する描写で終わる。范曄は人間の力を信じ、「これは運命だから仕方がない」というような「あきらめ論」を嫌ったと思われる。だから、曹操に対する後漢高官の抵抗が描かれるが、結局それは実らず、後漢は曹操の子・曹丕により簒奪されて終わる。
この部分では、孔融のように事あるごとに曹操を批判する人物が描かれる。曹操は孔融を憎み、罪に陥れて孔融の幼い子供二人共々処刑するという挙に出た。范曄は孔融を称賛し、「曹操が後漢を乗っ取れなかったのは孔融のような忠臣がいたからだ」としている。
後漢最後の皇帝・献帝の伝記「孝献帝紀」は范曄の絶望を表す以下のような言葉で終わる。

「天の漢の徳に厭きることや久し。」（天は漢王朝を見放してしまった）
後漢書本紀の最後は皇后紀下である。この巻は「孝献帝紀」より更にひときわ悲痛を極める。董卓の部下李儒に毒殺された十八歳の少年皇帝・少帝弁の伝記もここに入っている。毒殺される前の最後の酒宴で少帝弁と妻の唐姫が悲しんで詠んだ歌は、藤田至善が「後漢王朝の挽歌」と評した。藤田が「漢王朝の悲運と、その夫を守り通そうとした一人の悲しい女性」と称した献帝の献穆曹皇后は、後漢王朝の禅譲を強要した兄・曹丕に抵抗し、最後まで玉璽を渡そうとせず、「わたしたちには天運がなかった！（天不祚爾）」と号泣した。左右の人々はみな痛ましさに正視することができなかったという。このように後漢書は悲劇的な結末となっている。

### 通時代的な列伝（雑伝）
范曄は時系列に沿った上記の本紀・列伝の他、後漢一代を全て網羅した列伝も立てている。これは「雑伝」と呼ばれる。
これは史記の「滑稽伝」「游俠伝」「貨殖伝」などにならったものだが、司馬遷と范曄の考え方が全く違うために列伝の立て方が異なる。その一つが正史で初めての女性の列伝「列女伝」である。列女伝に登場するのも貴族の女性である。逆に司馬遷が史記で立てた庶民の活躍を描く「貨殖伝」「游俠伝」などは范曄は立てていない。これは貴族社会を反映したものである。多くの女性が正義を貫いて死んでいく有様が描かれる。当時の儒教では許されない再婚をした蔡琰を列伝に載せて称賛したことは、後世、宋の蘇洵から「蔡琰のような貞操を欠いた女を正史に載せるべきではない」と批判されているが、現代としてはむしろ范曄のほうが評価されるのではないか、と本田済はしている。

この他、後漢末期の戦乱を避けた人々を描く「逸民伝」「独行伝」、文学者たちをまとめた「文苑伝」なども作られている。

逆に范曄が重んじた貴族主義の立場から、庶民の歴史は捨て去られた。このため司馬遷が作っていた庶民の活躍を描く「滑稽伝」「游俠伝」「貨殖伝」などの列伝は作られなかった。范曄はこれらの列伝の削除について何も語っていない。金の王若虚は范曄の意図を推察し、「史書は勧戒を宗とし、必要性があることだけを記載すれば良い。滑稽伝や游俠伝は勧戒の意味がなく、貨殖伝に書かれる市井の卑しい人のわざなど、史書に記載する必要がないからだ」としている。

## 注釈と日本語化

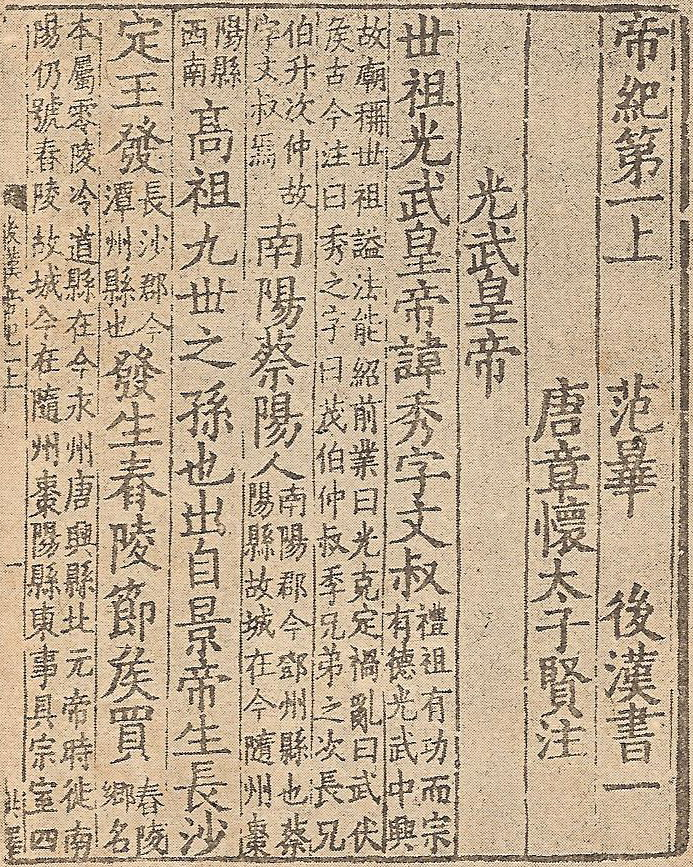
『後漢書』
南宋の紹興年間の版本。李賢注。

## 日本との関係

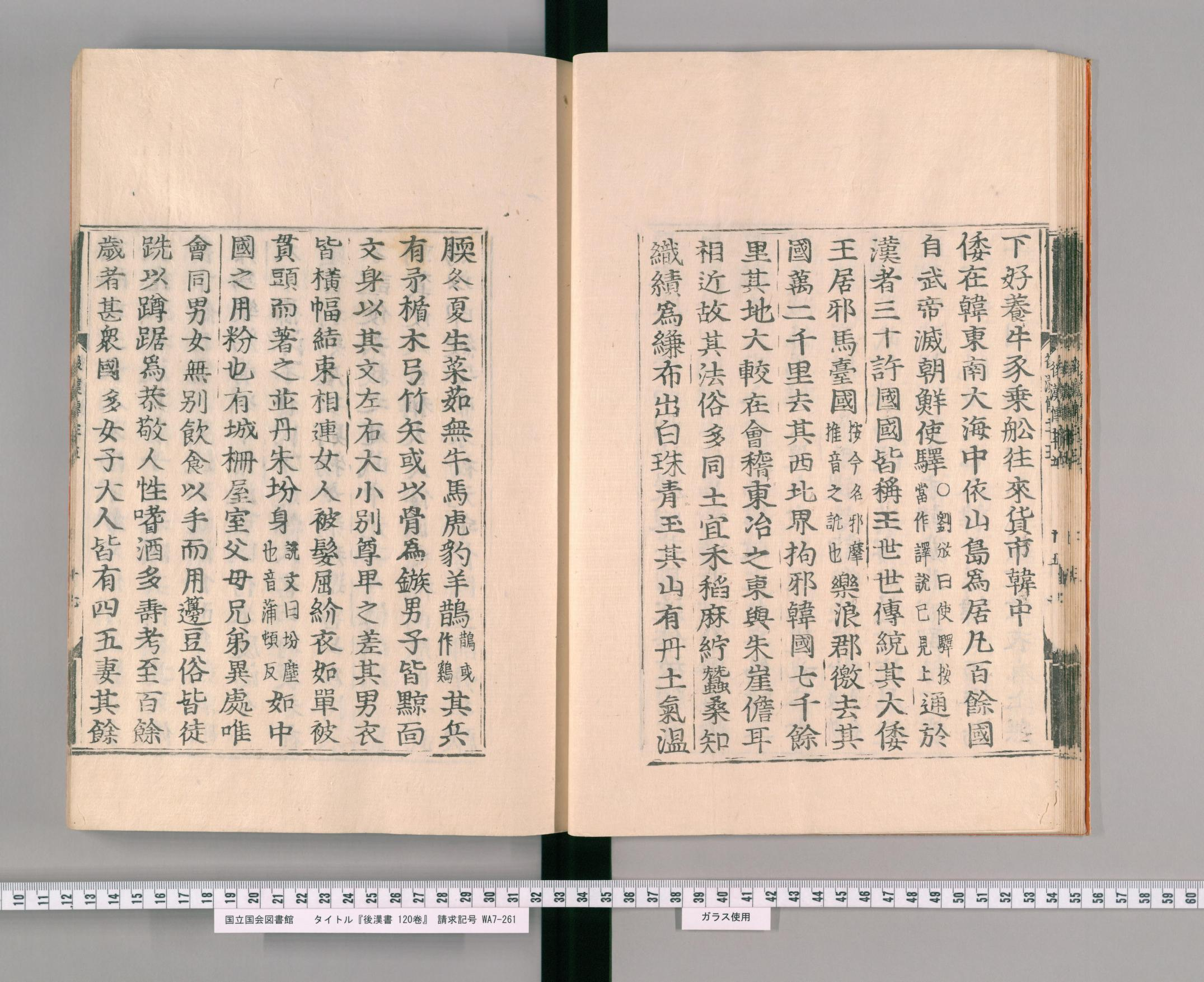
国会図書館デジタルコレクション
『後漢書』東夷伝の倭国を記した部分。寛永前期に日本で木版印刷された本。